# Expedition zur Befreiung Perus
Die Expedition zur Befreiung Perus (span. Expedición Libertadora del Perú) war ein von 1820 bis 1822 durchgeführtes argentinisch-chilenisches Eroberungsunterfangen, das von der neuen chilenischen Regierung zur Befreiung des Vizekönigreichs Peru von der spanischen Kolonialherrschaft während der südamerikanischen Unabhängigkeitskriege finanziert wurde. Zu Grenzen und Bevölkerung siehe  Bevölkerung der iberischen Kolonien in Südamerika am Ende der Kolonialzeit.
Weitergehendes Ziel war es, die Macht des kolonialen Mutterlandes Spanien im Süden und Westen Südamerikas endgültig zu brechen. Dieser Versuch scheiterte nach anfänglichen Erfolgen, zu denen auch die Eroberung Limas zählte, an der Stärke der spanischen Kolonialtruppen und an internen Streitigkeiten der Verbündeten, die daher rührten, dass José de San Martín seine geschickt erarbeiteten strategischen Vorteile ungenutzt ließ und in Verhandlungen den Spaniern zu weit entgegenkam.

## Vorgeschichte

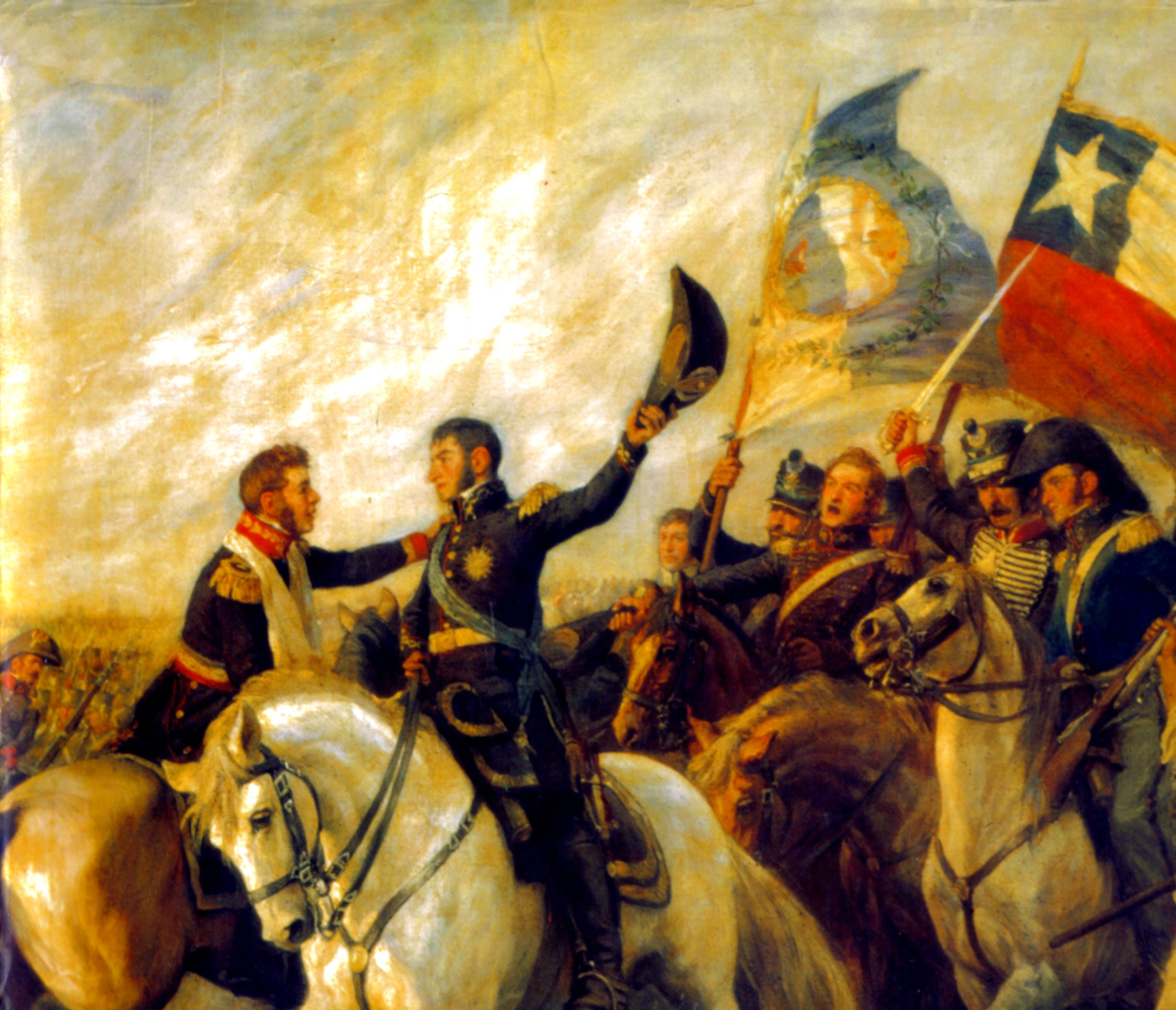
Bernardo O’Higgins (li.) umarmt José de San Martín (mi.) nach der Schlacht von Maipú. Die Expedition nach Peru wurde ihr nächstes gemeinsames Unternehmen

Durch die umsichtige und durchgreifende Politik des Vizekönigs in Peru José Fernando Abascal y Sousa, Herzog von la Concordia, gab es bis zum Ende seiner Amtszeit 1816 nur wenige separatistische Aufstände. Nachfolger wurde Joaquín de la Pezuela. Dieser hatte zuvor Oberperu, im heutigen Bolivien, erfolgreich gegen eine argentinische Expedition verteidigen können und einen Feldzug in die nordargentinische Provinz Salta geführt.
Die relative Stabilität in Peru nutzte der designierte Vizekönig nun dazu, einen Feldzug zur Rückeroberung Chiles durchzuführen. Aber beide Einfälle in die Republiken Chile und Argentinien konnten 1816 und 1817 von den Patrioten abgewehrt werden. Da den Machthabern in Buenos Aires und Santiago de Chile die von einem spanisch kontrollierten Vizekönigreich Peru ausgehende Gefahr bewusst war, beschlossen beide Regierungen, die Eroberung des Vizekönigreichs Peru erneut zu versuchen.
Dazu griffen die Regierungen auf den bereits Ende 1814 von José de San Martín gefassten Plan einer Landungsoperation an der peruanischen Küste zurück. Gemeinsam mit dem chilenischen Director Supremo Bernardo O’Higgins, mit dem San Martín Chile befreit hatte, erarbeitete er 1818 einen Feldzugsplan, der im Februar 1819 von beiden Regierungen unterzeichnet wurde, aber auf Grund der Anarchie von Argentinien nicht ratifiziert wurde.
Seit Mitte Januar 1819 patrouillierte der englische Kapitän Thomas Alexander Lord Cochrane in der Funktion eines chilenischen Admirals mit einer kleinen chilenischen Flotte entlang der südamerikanischen Westküste, um die Spanier zu bekämpfen und die Befreiung Perus vorzubereiten. In zwei Feindfahrten erfüllte er seine Mission, auch wenn er die von den Chilenen als Hauptziel bezeichnete Einnahme Callaos, des Hafens von Lima, nicht erreichte.

## Anlandung in Peru
Die Expedition begann am 21. August 1820, als sich 2300 argentinische und 2100 chilenische Soldaten in Valparaíso an der chilenischen Pazifikküste einschifften, dazu deren Artillerie: 31 Kanonen, 2 Haubitzen und 2 Mörser. Es war eine binationale Armee, die schon für die Unabhängigkeit Chiles gekämpft hatte, gegliedert in das „Ejercito de los Andes“ (spanisch Andenarmee) und eine chilenische Division.
| Die Schiffe der Expedition zur Befreiung Perus | Die Schiffe der Expedition zur Befreiung Perus | Die Schiffe der Expedition zur Befreiung Perus | Die Schiffe der Expedition zur Befreiung Perus |
| ---------------------------------------------- | ---------------------------------------------- | ---------------------------------------------- | ---------------------------------------------- |
| Schiffstyp Schiffsname                         | Verdrängung (Tonnen)                           | Kommandant des Schiffes                        | Bewaffnung (Kanonen)                           |
| Fregatte O’Higgins                             | 1.220                                          | Tomas Sackville Crosbie                        | 50                                             |
| Schiff San Martín                              | 1.350                                          | Guillermo Wilkinson                            | 64                                             |
| Freggate Lautaro                               | 850                                            | Martín Jorge Guise                             | 50                                             |
| Korvette Independencia                         | 830                                            | Robert Forster                                 | 28                                             |
| Brigg Galvarino                                | 398                                            | Juan Tooker Spry                               | 18                                             |
| Brigg Araucano                                 | 270                                            | Tomás Carter                                   | 16                                             |
| Brigg Pueyrredón                               | 220                                            | Casey                                          | 16                                             |
| Schoner Moctezuma                              | 200                                            | Casey                                          | 8                                              |

Die Expeditionsflotte unter Kommando von Lord Cochrane bestand aus 24 Schiffen, von denen sechs Kriegsschiffe waren. Nach Ankunft an der peruanischen Küste ließ San Martín, der den Oberbefehl über die Landstreitkräfte und die gesamte Expedition innehatte, am 8. September drei Bataillone zur Erkundung in der Bucht von Paracas anlanden. Angesichts der numerischen Überlegenheit der Republikaner verteidigten die Spanier den Hafenort Pisco, gut 200 Kilometer südöstlich von Lima, nicht. San Martín, dem der chilenische Kongress strikte Auflagen für seine Expedition erteilt hatte, erließ strenge Verhaltensregeln an seine Truppen für den Umgang mit der peruanischen Bevölkerung. Die Peruaner sollten den Plänen zufolge bei der Befreiung Perus unterstützend mitwirken. Während der nächsten Tage beschränkten sich beide Seiten auf Erkundungen, so dass San Martín seine restlichen Soldaten an Land setzen konnte.
Zwei Tage nach der Landung des Expeditionsheeres erhielt Joaquín de la Pezuela, Vizekönig in Peru, von den Vorgängen Nachricht. Der Vizekönig, der an die Verfassung von Cádiz gebunden war, begann Ende September Verhandlungen mit den Republikanern in Miraflores, einem heutigen Stadtteil Limas. Aufgrund der zu unterschiedlichen Standpunkte wurden die Verhandlungen schon nach wenigen Tagen abgebrochen.

## Feldzug ins peruanische Hochland
Nach den gescheiterten Verhandlungen schickte San Martín Juan Antonio Álvarez de Arenales mit zwei Bataillonen, einigen Jägern und berittenen Grenadieren sowie zwei Gebirgsgeschützen, insgesamt knapp 1250 Soldaten, am 5. Oktober ins peruanische Hochland. Sein Auftrag war es, die dortigen Kolonialtruppen zu vertreiben, die einheimische Bevölkerung zum Widerstand zu motivieren und diese gegebenenfalls mit Waffen auszurüsten. Sein Weg war halbkreisförmig gewählt, um Lima vom Hochland und den dort stationierten Soldaten des Königs abzuschneiden.
Die etwa 800 Mann starken spanischen Truppen an der Küste zogen sich vor den vorrückenden Republikanern zurück. Dennoch konnte die Vorhut die Spanier am 15. Oktober bei Nazca stellen und sie in die Flucht schlagen. Bereits am folgenden Tag gelang es den Patrioten, den Tross einzuholen und die mitgeführte Ausrüstung der Spanier zu erbeuten.
Über Ica bewegte sich das Befreiungsheer schnell nach Huamanga (heute Ayacucho). Auf dem Weg war wieder eine Vorhut in einem Gefecht einige Dutzend Kilometer südlich der Stadt erfolgreich, was den Auszug der Offiziellen zur Folge hatte. Am 29. zogen die Chilenen und Argentinier in der Stadt ein, die auf Drängen von Álvarez de Arenales am 8. November ihre Unabhängigkeit erklärte. Er bewaffnete überall entlang seines Weges Freiwillige, die später montoneros (etwa Plänkler) genannt wurden, zum Guerillakrieg, da die Spanier nicht untätig bleiben würden.
Der Vizekönig beauftragte dem mit Pablo Morillo 1815 gekommenen Mariano Ricafort Palacín y Abarca, der sich in Arequipa aufhielt, mit einem Gegenfeldzug, der die befreiten Gebiete zurück unter spanische Kontrolle bringen sollte. Dazu verfügte Ricafort über eine den Republikanern ebenbürtige Truppe. Während Álvarez de Arenales nach Norden abbog und dem Tal des Río Mantaro folgte, wobei er die Soldaten des Gouverneurs von Huancavelica, den de la Pezuela beauftragt hatte, geschickt umging. Während dieser sich nach Norden zurückzog, rückten die Separatisten weiter vor und besetzten am 20. November Jauja, und eine Vorhut besiegte am 23. bei Tarma die Spanier endgültig. In den folgenden Tagen erklärten einige der befreiten Orte ihre Unabhängigkeit, aber am 29. war Ricafort in Huamanga, wo er die peruanischen Patrioten besiegte und anschließend blutig Strafgericht hielt. Die montoneros im Umland besiegte er am 2. Dezember und ließ diesmal sogar den Ort, der am heftigsten Widerstand geleistet hatte, exemplarisch niederbrennen.
Álvarez de Arenales war inzwischen weiter nach Norden marschiert, um dem dritten Hindernis des Vizekönigs zu begegnen. In Cerro de Pasco, auf über 4300 Metern, schlug er eine numerisch leicht überlegene spanische Truppe am 6. Dezember und hielt damit seinen Auftrag für erledigt, da er ungeschlagen einen Feldzug durchs Hochland geführt und die Orte entlang seines Weges befreit und zum Widerstand angestachelt hatte. Auch wenn San Martín selbst zu spät den Befehl zur Umkehr gab, angesichts der Erfolge von Ricafort, hätte Álvarez de Arenales umkehren müssen, um sich dem Spanier zu stellen, da dieser große Teile seines Erfolges zunichtemachte.

## San Martíns Landung an der Nordküste
San Martín hatte inzwischen die Südküste mit dem Heer verlassen und war planmäßig knapp hundert Kilometer nördlich von Lima angelandet, nachdem Lord Cochrane die beste der spanischen Fregatten in einem nächtlichen Handstreich im Hafen von Callao gekapert hatte und einzelne kleinere Landungen im November an der Nordküste erfolgreich verlaufen waren. San Martín hatte am 19. November sein Hauptquartier etwas abseits der Küste aufgeschlagen und erwartete hier Álvarez de Arenales.
Inzwischen hatten es Abgesandte von San Martín verstanden, das beste spanische Bataillon, Numancia, das aus Venezolanern und Kolumbianern bestand, zum Überlaufen zu überreden, da Simón Bolívar Neu-Granada befreit hatte und Venezuela dicht davor war, ebenfalls unabhängig zu werden. Angesichts dieser Erfolge für San Martín und der Tatsache, dass die Ecuadorianer von Guayaquil aus ebenfalls den Krieg gegen die Spanier begonnen hatten (vgl. die Schlacht am Pichincha), begann der Norden im Dezember mit lokalen Aufständen, die Anfang 1821 dazu führten, dass der Norden Perus weitgehend unter der Kontrolle der Republikaner stand. Zwei Feldzüge der Königstreuen von Ecuador im Amazonastiefland und am Ostabhang der Anden konnten abgewehrt werden. Im Süden jedoch saßen die Spanier immer noch fest im Sattel, und im zentralen Hochland wütete Ricafort unter montoneros und Zivilisten, um die koloniale Ordnung wiederherzustellen. Er eroberte das Mantarotal zwischen Huancayo, wo er später sein Hauptquartier aufschlug, und eroberte Tama zurück. Wegen des anhaltenden Widerstands der patriotischen Guerilla im Hochland, der ihn im Februar nach Süden auf Huancavelica zu trieb, erhielt Ricafort Ende März aus Lima Unterstützung. Jerónimo Valdés kam mit zweitausend Soldaten, schlug die montoneros zwar in offenen Feldschlachten, musste aber Verluste bei Hinterhalten hinnehmen und vereinigte Anfang April seine Truppen mit denen Ricaforts. Gemeinsam erreichten sie die Sicherung des zentralen Hochlands für die spanische Krone.

## Machtwechsel bei den Spaniern und Verhandlungen
San Martín war Anfang Januar 1821 einige Kilometer nach Süden marschiert, aber die Spanier in Lima schickten ihm ein Heer unter José de Canterac entgegen, vor dem er sich etwas zurückzog, um in eine bessere Verteidigungsposition zu gelangen. Daraufhin setzten auch die Spanier ihren Marsch aus. So konnten sie sich unbehelligt von San Martín, aber nicht von den montoneros, mit sich selbst beschäftigen: Die Offiziere de la Pezuelas, allem voran José de la Serna, Valdés und Canterac konspirierten am 21. gegen den Vizekönig in Aznapuquio, etwa 20 Kilometer nördlich des Zentrums von Lima, mit einer Anklageschrift, die ihm Versagen im Bezug auf die Expedition San Martíns und mangelnde Königstreue vorwarf. De la Serna trat dabei nicht offen auf, sondern überzeugte mit dieser Anklageschrift de la Pezuela, zurückzutreten. Daraufhin wurde Serna, von Ferdinand VII. in Spanien bestätigt, Pezuelas Nachfolger als Vizekönig.
Im Februar verhandelten beide Seiten erneut, allerdings ohne Ergebnis. Ende Mai wurden erneut Verhandlungen angesetzt, diesmal in Punchauca, knapp 50 Kilometer nordöstlich von Lima, wo sich auch de la Serna und San Martín persönlich trafen. Aber sowohl der neue Vizekönig als auch der dazugestoßene Regionalbeauftragte aus Spanien konnten die Verhandlungen nicht zu einem erfolgreichen Abschluss führen, da die Positionen unvereinbar blieben. San Martín war den Spaniern mit dem Vorschlag, einen König für das unabhängige Peru aus Spanien zu importieren, sehr weit entgegenkommen, aber de la Serna widersetzte sich jeder Art Unabhängigkeit. So endeten die Verhandlungen Anfang Juni, und der Krieg ging weiter.

## Erneute Feldzüge der Patrioten
Nach den ersten gescheiterten Unterhandlungen im Februar beschloss San Martín, erneut Feldzüge unternehmen zu lassen, die die spanische Position schwächen sollten. Der erste wurde von William Miller aus Kent auf den Schiffen von Lord Cochrane an der Südküste geführt, und Álvarez de Arenales stieß zum zweiten Mal ins Hochland vor. Die montoneros hatten ihre Aktivitäten auch während der vereinbarten Waffenstillstände in Zeiten der Verhandlungen nie ausgesetzt.
Lord Cochrane hatte während seiner Blockade von Callao immer wieder auf Landeoperationen gedrängt. Dem Drängen gab San Martín im März nach und ließ William Miller mit fünfhundert Infanteristen und hundert Reitern an der Südküste anlanden. Die Spanier hatten Pisco inzwischen wieder unter Kontrolle gebracht, mussten aber vor Millers Soldaten die Flucht ergreifen. Weil in beiden Truppen die Malaria Tertiana ausbrach, kam es zu keinen weiteren Kämpfen, obwohl die Spanier Verstärkungen herangeführt hatten. Anfang Mai, nach dem Auslaufen des Waffenstillstands, schifften sich die Patrioten erneut ein und landeten im heutigen Grenzgebiet von Chile und Peru. Miller nahm Arica und Tacna und bewegte seine Soldaten nach Nordwesten auf Arequipa zu. Die Spanier reagierten mit den Garnisonen von La Paz, Puno und Arequipa. Miller gelang es im letzten Drittel des Mai, gerade noch rechtzeitig vor dem verhandlungsbedingten Waffenstillstand, die drei Abteilungen getrennt zu stellen und zu besiegen. Die Südküste stand damit unter der Kontrolle der Separatisten, auch wenn der Waffenstillstand für die Verhandlungen von Punchauca dazwischen kam. Miller kehrte später nach Pisco zurück, womit er die montoneros, die die geschlagenen Spanier verfolgten, mit der nicht zu lösenden Aufgabe zurückließ, die Südküste zu halten. Als im August die Spanier aus den zentralen Hochland auf Lima vorstießen, überließ Miller auch diesen Frontabschnitt den montoneros.
Ende März verließ auch Álvarez de Arenales das Expeditionsheer von San Martín, um ins Hochland zurückzukehren. Unterwegs mit montoneros auf zweitausend Mann verstärkt, kam er im April ins Hochland, das José Carratalá verteidigte, da Ricafort und Valdés etwa zeitgleich, von montoneros bedrängt, zurück nach Lima marschierten. Unter nicht unerheblichen Verlusten, aber nie wirklich in Gefahr, ihr Ziel nicht zu erreichen, trafen die beiden Spanier mit ihrem Heer Anfang Mai in Lima ein. Ricafort war allerdings so schwer verwundet, dass er sich nach Spanien absetzte. Valdés kehrte mit José de Canterac nach dem Erhalt neuer Befehle und Truppen im Juni ins Hochland zurück. Álvarez de Arenales führte inzwischen seine Abteilung nach Cerro de Pasco, das Carratalá, weil numerisch unterlegen aufgab. Die Verfolgung, die Álvarez de Arenales einer Vorhut überließ, scheiterte, aber das Tal des Mataro konnte im Mai zurückerobert werden. Carratalá zog sich weit nach Süden in die Provinz Huancavelica zurück und erwartete die Verstärkungen von Canterac und Valdés. Als Álvarez de Arenales nach dem Waffenstillstand Mitte Juni die Vereinigung Carratalás mit Canterac und Valdés verhindern wollte, erreichte ihn der Rückzugsbefehl von San Martín. Wenig angetan, wieder ein unvollendetes Werk zurücklassen zu müssen, kehrte er an die Küste zurück. Den sich aus Lima absetzenden Vizekönig durfte er genauso wenig wie die montoneros jagen.

## Die Einnahme Limas

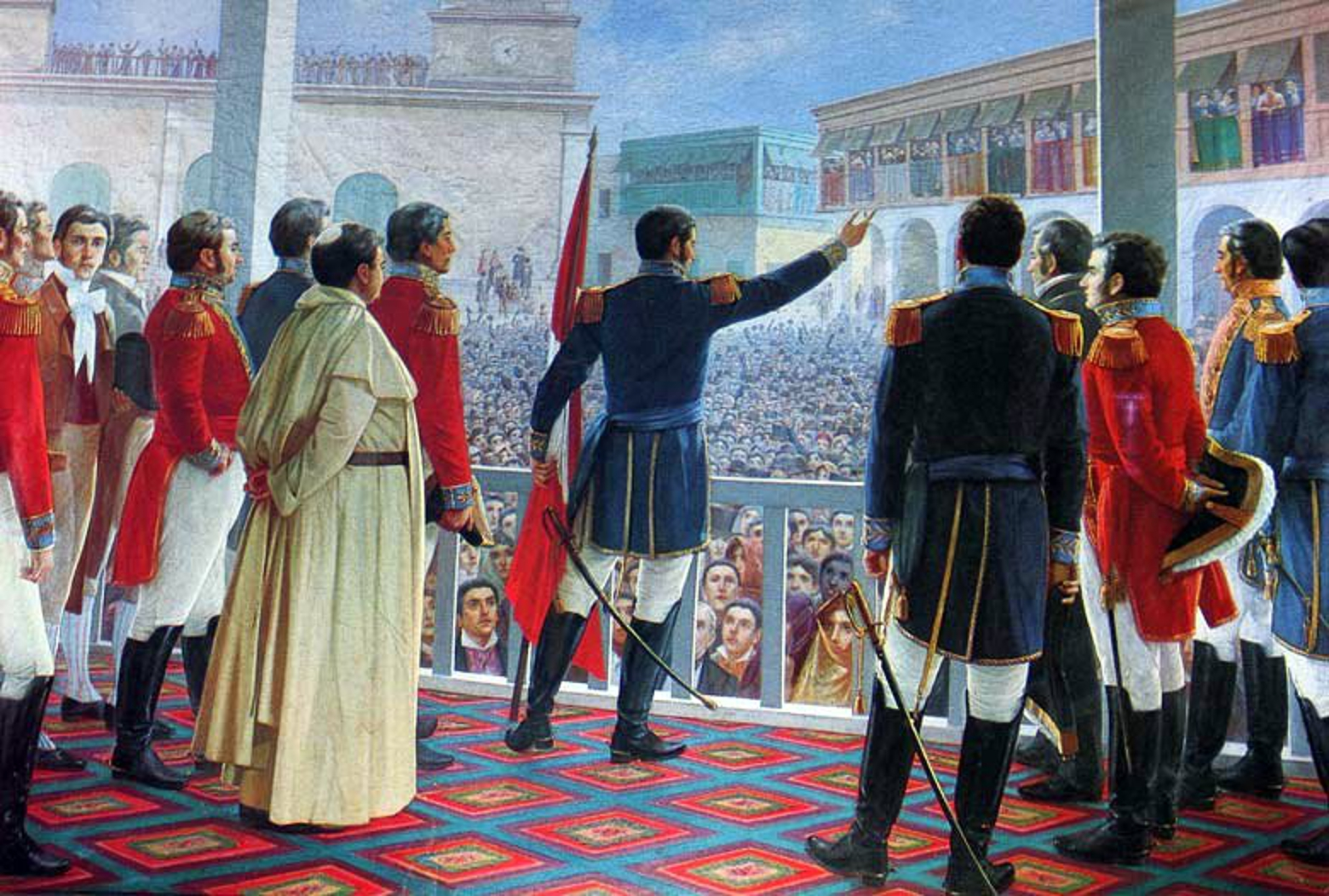
Proklamation der Unabhängigkeit Perus durch José de San Martín in Lima

Durch die Seeblockade von Lord Cochrane und die Feldzüge von Álvarez de Arenales und Millers geriet Lima zusehends in eine Isolation von den spanischen Kräften im zentralen und südlichen Hochland sowie von den Kräfte im unbedrängten Oberperu. Außerdem kam es zu Versorgungsengpässen. Um zu verhindern, dass die Spanier endgültig eingeschlossen würden, schickte der Vizekönig Canterac und Valdés im Juni ins zentrale Hochland und verließ selbst im Juli die Stadt, um in Cusco seine Amtsgeschäfte weiterzuführen, nachdem er für die Dauer der Abwesenheit von Canterac das zentrale Hochland gesichert hatte. Da Lima selbst nicht zu verteidigen war, aber der wichtige Hafen Callao über die Festung Real Felipe, die nahezu uneinnehmbar war (da deren Ausbau Alexander von Humboldt achtzehn Jahre vorher entscheidend geprägt hatte), verfügte, verschanzte sich hier José de la Mar mit dem verbliebenen Rest der spanischen Soldaten. Noch am Tag des Auszugs der Spanier erreichten die ersten montoneros die Stadt. Erst einen Tag später, am 7. Juli, kam eine Vorhut des Expeditionsheers in der Hauptstadt an. San Martín, der knapp eine Woche später eintraf, schickte die montoneros aus der Stadt, verbot die Verfolgung des Vizekönigs und übernahm fast komplett die koloniale Verwaltung mit ihren Amtsträgern. Der Cabildo von Lima akzeptierte zwar am 15. Juli die von San Martín vorgetragene Forderung nach Unabhängigkeit, forderte jedoch, diese mit einem öffentlichen Eid zu bestätigen. Auf der Palaza Mayor vor dem Regierungspalast versammelten sich am 28. Juli die argentinisch-chilenischen Befreier mit den wichtigsten Persönlichkeiten der Stadt und schworen auf die Unabhängigkeit. Dieser, heute als Nationalfeiertag begangene Tag, war der Auftakt zu landesweiten öffentlichen Schwüren in den folgenden Wochen, die die Autonomie vom Mutterland besiegelten.

## Spanische Gegenoffensiven
Während San Martín die Verwaltung übernahm, neue Staatssymbole entwarf, Handel und Finanzwesen reformierte sowie die peruanische Armee ordnete, bereiteten die Spanier im zentralen Hochland auf Befehl des Vizekönigs die Rückeroberung Limas vor. Ende August verließen Canterac und Valdés ihre gesicherten Stellungen im Mantarotal und marschierten auf Lima zu. Mit viertausend Soldaten präsentierte sich Canterac am 7. September nahe der Hauptstadt zur Schlacht, aber San Martín war nicht willens, das Angebot anzunehmen. In den folgenden Tagen nutzte zuerst eine Vorhut und schließlich das gesamte Heer die Ruhe, um zu dem eingeschlossenen De la Mar in Real Felipe am Hafen Kontakt aufzunehmen. Den Belagerten der Festung drohten zwar noch nicht die Nahrungsmittelvorräte auszugehen, aber die Versorgung von zweihundert Prozent mehr Truppen, als in der Festung stationiert waren, überstiegen De la Mars Mittel. Es kam zu Meinungsverschiedenheiten und nach kaum einer Woche zog Canterac, mit einem durch Desertation ständig schrumpfenden Heer ab. San Martín war über die Verhältnisse bei seinen Gegnern genau informiert – auch durch Überläufer –, aber zu einer Aktion ließ er sich nicht hinreißen. Es wäre leicht möglich gewesen, die sich zurückziehenden Spanier anzugreifen und zu vernichten. San Martíns eigene Truppen hätten dazu ausgereicht, mit der Unterstützung der montoneros, die sich im Umland eingefunden hatten, wäre es noch einfacher gewesen, die spanische Norddivision aufzulösen, aber der Argentinier zog es vor, William Miller mit einer Vorhut die Kolonialtruppen jagen und die montoneros den Weg für die Spanier verlustreich gestalten zu lassen. So wurde eine gute Chance vertan, die Spanier endgültig aus dem zentralen Hochland zu vertreiben.
Canterac kehrte mit seinem angeschlagenen Heer ins Mantarotal zurück und baute es erneut derart auf, dass es nun nicht mehr leicht und verlustarm vertrieben werden konnte. José de la Mar in Real Felipe kapitulierte am 21. September angesichts der für ihn aussichtslos erscheinenden Lage und lief ins Lager der Patrioten über. Im zentralen Hochland bedrängten die montoneros in den folgenden Monaten Canteracs ständig wachsende Division, aber ohne die Hilfe des Expeditionsheeres blieben ihnen dauerhafte Erfolge verwehrt.

## San Martín in Lima
Da viele seiner Offiziere San Martín seine zögerliche Haltung gegenüber Spaniern, im militärischen wie politischen Sinne, vorwarfen, kam es Ende 1821 zu einem Putschversuch gegen ihn. Durch Verrat erlangte San Martín davon Kenntnis und war damit in der Lage, das Komplott zerschlagen. Die Beteiligten konnte er jedoch wegen ihrer Logenzugehörigkeit nicht so einfach aburteilen lassen. Ein Teil der Aufrührer ging nach Ecuador beziehungsweise zurück in ihre Heimatländer, aber das Ansehen von San Martín war nachhaltig geschädigt. So gab er die politische Leitung des Rumpfstaates in die Hände von José Bernardo de Tagle Portocarrero, des Herzogs von Torre Tagle, der als Gouverneur von Trujillo übergelaufen war und die Verwaltung des befreiten Nordperu übernommen hatte. In der ersten Jahreshälfte 1822 bereitete San Martín ein Parlament vor, das im Mai gewählt wurde. Auch sein militärischer Führungsanspruch bröckelte langsam, und im selben Monat verließ Lord Cochrane mit ähnlicher Motivation wie die Putschisten, das Heer und gab in Chile sein Kommando zurück. Zunehmend übernahm Álvarez de Arenales die oberste Führung, so auch im Streit mit Antonio Sucre, dem San Martín Truppen für den Pichincha-Feldzug gestellt hatte, mit denen dieser Ecuador befreite (siehe die Schlacht am Pichincha).
San Martín suchte in dieser für ihn schwierigen Lage bei Simón Bolívar um Unterstützung nach. Da er jedoch nicht an der Befreiung Ecuadors beteiligt gewesen war, da er für die von Peruanern gewünschte Annexion von Guayaquil nach Bolívar – und damit zu spät – dort eintraf, und weil seine Autorität in den eigenen Reihen umstritten war, lehnte Bolívar bei den Treffen der beiden in der wichtigsten Hafenstadt von Ecuador dessen Ersuchen ab und bereitete stattdessen die Befreiung von Peru selbst vor. Diese Begegnung in der Nacht von 26. auf den 27. Juli mit Bolívar bewog San Martín, sich endgültig vom Befreiungskrieg zurückzuziehen und nach Frankreich ins Exil zu gehen.

## Die Südküste
Anfang 1822 befanden sich einige spanische Truppenteile zur Beobachtung in der Region von Ica und die Südküste stand wieder unter spanischer Kontrolle. Wegen einer stärkeren Truppe, die Canterac aus dem Hochland entsandte, waren auch die Patrioten gezwungen, mehr Präsenz in dieser Gegend zu zeigen. Das Heer, das sie schickten, rief Canterac selbst auf den Plan, der die Streitkräfte der Republik am 7. April bei der Hacienda Macacona, nördlich von Ica, in einem Hinterhalt aufrieb. Nach der Sicherung der Region für die Spanier machten sie auf die montoneros Jagd und konnten dabei erhebliche Erfolge verzeichnen. In der zweiten Jahreshälfte hatten die Spanier eine starke Garnison im Raum Ica, die durch die kleineren Gefechte, die die Patrioten ihnen lieferten, nicht verdrängt werden konnten. Zum Jahresende gab es eine Expedition der Republik im heutigen Grenzbereich von Peru und Chile, die im Januar 1823 in einer Katastrophe für die Separatisten endete.

## Nach dem Weggang von San Martín
Da San Martín im August nur mit kleiner Begleitung nach Chile aufgebrochen war, befanden sich seine Truppen immer noch in Peru. Álvarez de Arenales führte nun das Heer, und im September nahm das Parlament seine Arbeit auf. Die Regierung übernahm ein Triumvirat mit De la Mar an der Spitze. Das Scheitern der Expedition nach Südperu führte Anfang 1823 zu einem Putsch, der die Machtverhältnisse im von den Patrioten kontrollierten Landesteilen weiter schwächte. Das Eintreffen von Antonio José de Sucre im April brachte nur eine vorübergehende Besserung der Lage, denn eine zweite Expedition an die Südküste scheiterte ebenfalls. Erst mit der Ankunft von Bolívar im September begannen Fortschritte, die mit dem Beginn seines Feldzugs in der Schlacht von Junín 1824 (wo die weiteren Ereignisse in der Vorgeschichte näher beleuchtet werden) sichtbar wurden und in der endgültigen Niederlage der Spanier in Südamerika mit der Schlacht von Ayacucho gipfelten.